# Scream (песня Тимбалэнда)
«Scream» — пятый сингл из второго альбома Тимбалэнда «Shock Value». В записи песни приняли участие R&B-исполнительница Кери Хилсон и R&B/поп-исполнительница Николь Шерзингер из группы The Pussycat Dolls. 24 февраля 2008 года он стал доступен в ITunes Music Store.

## Список композиций
CD Single

Тимбалэнд, Кэри и Николь.

1. «Scream» (альбомная версия) — 5:41
2. «Scream» (видео) — 3:52

Maxi CD Single
1. «Scream» (радиоверсия) — 3:44
2. «Scream» (а капелла) — 5:41
3. «Scream» (инструментальная версия) — 5:42
4. «Scream» (видео) — 3:52

Australian CD/UK Single
1. «Scream» (радиоверсия) — 3:44
2. «Scream» (инструментальная версия) — 5:42

## История выпуска
| Место          | Время            |
| -------------- | ---------------- |
| США            | 11 декабря, 2007 |
| Германия       | 28 февраля, 2008 |
| Австралия      | 9 марта, 2008    |
| Великобритания | 10 марта, 2008   |

## Чарты
«Scream» впервые появился в Шведском Топ 60 Синглов, достигнув восьмой строки чарта. В Канаде сингл начал свой путь с 92 позиции, и достиг сорок четвёртой.
В Австралии «Scream» попал в чарты в феврале на 42 позицию, продвинувшись в итоге до 20. В Болгарии он стартовал с 40 строки и 2 недели удерживался на 22 месте.
В Новой Зеландии «Scream» прошёл путь с 32 по 15 строки. В США сингл оказался весьма провальным по сравнению с прошлыми тремя синглами Тимбалэнда.
В Великобритании и Ирландии сингл стал номером двенадцать и пятнадцать соответственно, прервав цепь хитов Тимбалэнда.
Самого большого успеха сингл добился в независимом американском чарте NLP Hot 25, где он дебютировал на 17 позиции 30 декабря 2007 года, достигнув первой строки 20 января 2008 года, в общем счете продержавшись в чарте три недели.
| Чарт (2008)                       | Лучшая позиция |
| --------------------------------- | -------------- |
| Австралийский Чарт Синглов ARIA   | 20             |
| Австрийский Топ 75 Синглов        | 18             |
| Болгарский Национальный Топ 40    | 2              |
| Канадский Hot 100                 | 41             |
| Датский Чарт Синглов              | 15             |
| Евро 200                          | 10             |
| Немецкий Чарт Синглов             | 9              |
| Израильский Чарт Синглов          | 9              |
| Ирландский Чарт Синглов           | 10             |
| Латвийский Топ 50 Airplay         | 13             |
| Литовский Чарт Airplay            | 8              |
| Мальтийский Чарт Синглов          | 3              |
| Новозеландский Чарт Синглов RIANZ | 9              |
| Польский Национальный Топ 50      | 3              |
| Румынский Чарт Синглов            | 7              |
| Словацкий Чарт Синглов            | 8              |
| Шведский Топ 60 Синглов           | 8              |
| Всемирный Чарт                    | 27             |
| Billboard Hot 100                 | 22             |
| Billboard Pop 100                 | 50             |
| Чарт Синглов Великобритании       | 12             |
| R&B Чарт Великобритании           | 1              |